# Brenesia
Brenesia es un género que tiene asignada 11 especies de orquídeas, de la tribu Epidendreae perteneciente a la familia (Orchidaceae). 

## Descripción
Las especies de este género han sido transferidas al género Acianthera.

## Especies deBrenesia
- Brenesia aspasicensis  (Rchb.f.) Luer (2004)
- Brenesia balaeniceps  (Luer & Dressler) Luer (2004)
- Brenesia costaricensis  Schltr. (1923) - especie tipo -
- Brenesia herrerae  (Luer) Luer (2004)
- Brenesia johnsonii  (Ames) Luer (2004)
- Brenesia lappiformis  (A.H.Heller & L.O.Williams) Luer (2004)
- Brenesia pan  (Luer) Luer (2004)
- Brenesia sempergemmata  (Luer) Luer (2004)
- Brenesia stonei  (Luer) Luer (2004)
- Brenesia tomentosa  (Luer) Luer (2004)
- Brenesia uncinata  (Fawc.) Luer (2004)